# Colias stoliczkana
Colias stoliczkana is een vlindersoort uit de familie van de Pieridae (witjes), onderfamilie Coliadinae.
Colias stoliczkana werd in 1878 beschreven door Moore.